# Orchistoma collapsum
Orchistoma collapsum is een hydroïdpoliep uit de familie Orchistomidae. De poliep komt uit het geslacht Orchistoma. Orchistoma collapsum werd in 1900 voor het eerst wetenschappelijk beschreven door Mayer. 